# 29-я общевойсковая армия (СССР)
29-я общевойсковая армия — оперативное объединение в составе Сухопутных войск СССР в период 1970—1988 гг.

## История
В послевоенное время, в период напряжённых отношений Союза с КНР, была развёрнута 29-я общевойсковая армия приказом от 12 мая 1970 года уже на базе передислоцированного из Архангельска в Забайкалье управления 44-го особого (до 29 августа 1961) стрелкового (с 1957 г. армейского) корпуса, созданного 29 июня 1951 года на базе ликвидированного управления Архангельского военного округа.
После стабилизации отношений с Китаем, 28 февраля 1988 года армия была преобразована в 57-й армейский корпус.

## Состав в конце 1980-х гг.
- Управление командующего, штаб и отдельный батальон охраны и обеспечения (г. Улан-Удэ);
- 5-я гвардейская танковая Донская Будапештская Краснознамённая, ордена Красной Звезды дивизия имени Е. А. Щаденко (г. Кяхта)
- 52-я мотострелковая Мелитопольская Краснознамённая, ордена Суворова дивизия (г. Нижнеудинск)[~ 1];
- 91-я мотострелковая дивизия (г. Нижнеудинск)[~ 2];
- 198-я мотострелковая дивизия (послевоенного формирования) (мкр Дивизионная)[~ 3];
- 245-я мотострелковая дивизия (г. Гусиноозёрск)
- 103-я ракетная Краснознамённая, орденов Кутузова и Богдана Хмельницкого бригада (мкр Дивизионная);
- 7-я зенитная ракетная бригада (с. Джида);
- 26-я бригада материального обеспечения (г. Улан-Удэ);
- 156-й реактивный артиллерийский полк (пгт Наушки);
- 373-й отдельный вертолётный полк (п. Суджа);
- 181-й отдельный полк связи (г. Улан-Удэ);
- 373-й отдельный понтонно-мостовой батальон (г. Гусиноозёрск);
- отдельная эскадрилья беспилотных летательных аппаратов (с. Джида);
- 1154-й отдельный десантно-штурмовой батальон (г. Шелехов);
- 1311-й отдельный радиорелейно-кабельный батальон (г. Улан-Удэ);
- 113-й отдельный батальон РЭБ (мкр Дивизионная);
- 1898-й отдельный радиотехнический батальон (мкр Дивизионная);
- 57-й отдельный переправочно-десантный батальон (г. Кяхта);
- 332-й отдельный трубопроводный батальон (п. Онохой);
- 522-й отдельный батальон химической защиты (г. Гусиноозерск);
- отдельная рота специального назначения (мкр Дивизионная);
- 780-й узел связи (г. Улан-Удэ);
- 6847-я ремонтно-восстановительная база (г. Кяхта).[2]

## Командующие
- генерал-майор танковых войск Бондарев, Степан Маркович (май 1970 г. — июнь 1972 г.)
- генерал-майор Горчаков, Василий Александрович (июнь 1972 г. — январь 1976 г.)
- генерал-майор Тухаринов, Юрий Владимирович (январь 1976 г. — сентябрь 1979 г.)
- генерал-майор, с декабря 1982 генерал-лейтенант Гришин, Виктор Иванович (сентябрь 1979 г. — ноябрь 1984 г.)
- генерал-лейтенант Семёнов, Владимир Магомедович (ноябрь 1984 г. — октябрь 1986 г.)
- генерал-майор Терентьев, Антон Владимирович (октябрь 1986 г. — февраль 1988 г.)